# Vilanòva de Marlhas
Vilanòva de Marlhas (en francès, Saint-Régis-du-Coin) és un municipi francès situat al departament del Loira i a la regió d'Alvèrnia-Roine-Alps. L'any 2007 tenia 372 habitants.

## Demografia

### Població
El 2007 la població de fet de Saint-Régis-du-Coin era de 372 persones. Hi havia 136 famílies de les quals 32 eren unipersonals (16 homes vivint sols i 16 dones vivint soles), 44 parelles sense fills i 60 parelles amb fills.
La població ha evolucionat segons el següent gràfic:
Habitants censats

### Habitatges
El 2007 hi havia 230 habitatges, 139 eren l'habitatge principal de la família, 80 eren segones residències i 12 estaven desocupats. 205 eren cases i 26 eren apartaments. Dels 139 habitatges principals, 104 estaven ocupats pels seus propietaris, 30 estaven llogats i ocupats pels llogaters i 5 estaven cedits a títol gratuït; 2 tenien una cambra, 4 en tenien dues, 18 en tenien tres, 27 en tenien quatre i 88 en tenien cinc o més. 120 habitatges disposaven pel capbaix d'una plaça de pàrquing. A 64 habitatges hi havia un automòbil i a 65 n'hi havia dos o més.

### Piràmide de població
La piràmide de població per edats i sexe el 2009 era:
| Homes | Edats   | Dones |
| ----- | ------- | ----- |
| 0     | 95 o +  | 0     |
| 0     | 90 a 94 | 0     |
| 4     | 85 a 89 | 4     |
| 4     | 80 a 84 | 0     |
| 8     | 75 a 79 | 12    |
| 12    | 70 a 74 | 4     |
| 12    | 65 a 69 | 4     |
| 16    | 60 a 64 | 4     |
| 12    | 55 a 59 | 4     |
| 24    | 50 a 54 | 12    |
| 20    | 45 a 49 | 12    |
| 0     | 40 a 44 | 12    |
| 12    | 35 a 39 | 20    |
| 4     | 30 a 34 | 12    |
| 8     | 25 a 29 | 4     |
| 12    | 20 a 24 | 4     |
| 12    | 15 a 19 | 8     |
| 24    | 10 a 14 | 12    |
| 4     | 5 a 9   | 24    |
| 8     | 0 a 4   | 4     |

## Economia
El 2007 la població en edat de treballar era de 235 persones, 175 eren actives i 60 eren inactives. De les 175 persones actives 164 estaven ocupades (92 homes i 72 dones) i 11 estaven aturades (5 homes i 6 dones). De les 60 persones inactives 19 estaven jubilades, 24 estaven estudiant i 17 estaven classificades com a «altres inactius».

### Ingressos
El 2009 a Saint-Régis-du-Coin hi havia 141 unitats fiscals que integraven 380,5 persones, la mediana anual d'ingressos fiscals per persona era de 15.220 €.

### Activitats econòmiques
Dels 15 establiments que hi havia el 2007, 1 era d'una empresa alimentària, 1 d'una empresa de fabricació d'altres productes industrials, 3 d'empreses de construcció, 2 d'empreses de comerç i reparació d'automòbils, 1 d'una empresa d'hostatgeria i restauració, 1 d'una empresa d'informació i comunicació, 1 d'una empresa immobiliària, 4 d'empreses de serveis i 1 d'una empresa classificada com a «altres activitats de serveis».
Dels 4 establiments de servei als particulars que hi havia el 2009, 1 era un guixaire pintor, 1 fusteria, 1 electricista i 1 restaurant.
L'únic establiment comercial que hi havia el 2009 era una fleca.
L'any 2000 a Saint-Régis-du-Coin hi havia 23 explotacions agrícoles que ocupaven un total de 722 hectàrees.

## Equipaments sanitaris i escolars
El 2009 hi havia una escola elemental.

## Poblacions més properes
El següent diagrama mostra les poblacions més properes.